# Marsilea villifolia
Marsilea villifolia är en klöverbräkenväxtart som beskrevs av Cornelis Eliza Bertus Bremekamp, Amp; Oberm., Arthur Hugh Garfit Alston och Schelpe. Marsilea villifolia ingår i släktet Marsilea och familjen Marsileaceae. IUCN kategoriserar arten globalt som livskraftig. Inga underarter finns listade.

## Utbredning
M villifolia förekommer i Namibia, Botswana och delar av Sydafrika. Den förekommer i våtmarker, men enbart vid sötvatten.